# Sphegigaster pulchra
Sphegigaster pulchra är en stekelart som beskrevs av Huang 1990. Sphegigaster pulchra ingår i släktet Sphegigaster och familjen puppglanssteklar. Inga underarter finns listade i Catalogue of Life.